# TeamSpeak
チームスピーク (TeamSpeak, TS) はチャットチャンネルを作成し、他のユーザーと電話会議のように会話することができるプロプライエタリVoIPソフトウェアである。ユーザーはチームスピーククライアントを導入することで自分の好きなチームスピークサーバに接続しチャットチャンネルに参加することが出来る。
チームスピークはゲーマー向けに開発されておりオンラインゲームのチームメンバー等と会話することができる。音声会話を利用することでマウスやアクションキーから手を離さず会話することができ、キーボードによるチャットと比較して、より速いコミュニケーションをとることができる。